# Râul Condrea
Râul Condrea este un curs de apă afluent al râului Siriu Mic. 

## Hărți
- Harta Munții Buzăului [nefuncțională – arhivă]